# 私設取引システム運営業務
私設取引システム運営業務　は、証券会社（有価証券関連業を行う第一種金融商品取引業者）が行うことのできる業務の1つ。
取引システムを使用して「有価証券の売買」（自己取引）または「有価証券の売買の媒介・取次・代理」（顧客の取引の仲介）を行う。「PTS運営業務」ともいう。

## 概説
私設取引システム運営業務を行う証券会社は、第一種金融商品取引業の「登録」のほかに、さらに申請して「認可」を受ける。私設取引システム運営業務の「認可」を受けた証券会社は、告示により「財務局監理」から「本庁監理」に変わる。「認可」は取引システム（Proprietary Trading System, PTS）ごとに受けるので、運営対象を追加・変更する場合には、申請して「変更認可」を受ける。
証券会社は、公設取引システムである証券取引所と違って「自主規制機能」を有しないので、証券会社が運営する私設取引システムは、証券取引所に比べて「価格形成機能」が低いものであるべき、とされる,。そのため、売買価格の決定方法が法令に限定列挙されているほか、取引量に係る数量基準（監督指針IV-4-2-1③ロ）が設けられている。
1998年金融システム改革法により解禁され、2000年12月から「私設取引システム（PTS）開設等に係る指針」の運用が始められた後、少なくない数の証券会社が申請して「認可」を受けた。しかし、その多くが運営を中止したため、現存するPTSの数は、株式PTS、債券PTSとも必ずしも多くない。

## 売買価格の決定方法
私設取引システムの売買価格の決定方法は、法令（金融商品取引法2条8項10号、定義府令17条）に限定列挙されている。これと異なる取引システムについて「認可」を受けることはできない。
| 根拠法令           | 売買価格の決定方法                                        | 内容 |  |
| ------------------ | --------------------------------------------------------- | --- |  |
| 法2条8項10号ロ・ハ | 市場価格売買方式 （クロッシング）                         | 証券取引所において形成された価格を用いる。ゆえに価格形成機能を全く有さない。 |  |
| 法2条8項10号ニ     | 顧客間交渉方式 （ネゴシエーション）                       | 顧客の間の交渉に基づく価格を用いる。「交渉」という体裁をとるために希望の価格や数量が一致する注文があっても自動的にマッチングしない仕組みを採用する。取引参加者による個別的な相対の交渉であるため、価格形成機能が著しく低い。 |  |
| 定義府令17条一     | 顧客注文対当方式 （オーダードリブン）                     | 顧客の注文と別の顧客の注文を付け合わせて、顧客間の取引を成立させる。証券取引所のオークション方式（＝競売買の方法）に類似しているが、成行注文や板寄せという手法が行われないため、「高度な価格形成機能がない」とされる。 |  |
| 定義府令17条二     | 売買気配提示方式 （クオートドリブンかつマルチディーラー） | 業者が気配を提示し、気配を提示した業者と顧客の間の取引を成立させる。株式店頭市場で始められたマーケットメイカー方式に類似しているが、気配を提示する業者（証券会社または登録金融機関）は、恒常的に気配を提示する義務を負わない。ただし、2社以上の業者が気配を提示しなければならない（マルチディーラー）。気配を提示する業者が1社であるもの（シングルディーラー）は、自己対当売買のシステムとして、私設取引システム（PTS）に該当しないことがある。 |  |
| 法2条8項10号イ     | 競売買方式 （オークション）                               | 証券取引所のオークション方式（＝競売買の方法）。顧客注文対当方式と異なり、成行注文や板寄せという手法が行われる。ただし、取引量に係る数量基準（施行令1条の10。他の方式に適用される基準より厳しい）を超える場合には、証券取引所の免許を受けなければならない。 |  |

※市場価格売買方式と顧客間交渉方式は、1998年12月の解禁時から認められた。顧客注文対当方式と売買気配提示方式は、2000年12月から追加して認められた。競売買方式は、2005年4月から追加して認められた。

## 私設取引システムに該当しない取引システム
監督指針IV-4-2-1①に、取引システムであって、私設取引システム（PTS）にも、証券取引所にも該当しないものが例示されている。
| 根拠法令      | 私設取引システム（PTS）に該当しないもの                                                                                            | そのうち該当する可能性のあるもの |
| ------------- | --- | --- |
| IV-4-2-1①イ． | 売買の取次ぎを行うシステム ・取次先が証券取引所であるもの。ダークプールを含む。 ・取次先が特定の業者1社であるもの。                | 注文の集約または相殺等を行うような場合 |
| IV-4-2-1①ロ． | 自己対当売買のシステム （＝特定の業者1社がその顧客との間で有価証券の売買を行うためのもの、クオートドリブンかつシングルディーラー） | 多数の注文の入力を待って（＝需給の集約）、それに基づく気配を提示して売買を成立させるもの。 複数の注文をリーブ（留保）すること等により一定の需給を反映するなど、実態として注文の付け合わせ等が行われているような場合 |
| IV-4-2-1①ハ． | 株価や金融情報を提供している情報ベンダー                                                                                           | 複数の業者が気配を提示していてそれらに一覧性があり（＝気配の競合）、取引条件に係る合意手段まで提供されている場合 |

## 解禁の経緯
（取引所集中義務の撤廃）
「取引所集中義務の撤廃」が、私設取引システム運営業務を解禁する前提となった。
1996年11月、橋本総理（当時）は、規制緩和策「我が国金融システムの改革～2001年東京市場の再生に向けて」の検討を指示した。金融関係5審議会が、Free（市場原理が働く自由な市場に）、Fair（透明で信頼できる市場に）、Global（国際的で時代を先取りする市場に）の3つを原則とする市場改革の具体策について検討し、うち翌1997年6月の証券取引審議会報告書「証券市場の総合的改革について」において、1998年度までに「取引所取引の改善と取引所集中原則の撤廃」を行う旨が記載された。報告書には「取引所集中義務を撤廃し、上場銘柄の取引所外取引を認める」とだけ書かれたが、前提となった市場ワーキング・パーティー報告書「信頼できる効率的な取引の枠組み」では、
- 取引所集中義務が撤廃されれば、今後、証券会社及び投資家等による私設取引システム（…）の開設が予想される。
- 新たな取引システムが、取引所と同程度の高い価格形成機能を有したものとなれば、そのようなシステムは、当然、取引所としての規制を受ける必要があろう。しかしながら、当面、このようなシステムでは、基本的に取引所の価格形成機能を活用し、取引所と同程度の高い価格形成機能は有しないと考えられるので、取引所ではなく、証券業として整理することが適当となる。
- そのような手当てが講じられたものについては、証券取引法上において開設を禁止している「有価証券市場に類似する施設」には該当しないとの立場を法律上明確にすることが適当である。

などと、私設取引システム運営業務の枠組みについての説明が行われた。もともと1948年証券取引法は、「取引態様の事前明示義務」、「向い呑みの禁止」、「呑行為の禁止」を定めていた。1998年金融システム改革法は、これに「取引所有価証券市場外での取引の禁止」を追加したが、同時に、この取引所取引原則が「原則」であって、「取引所集中義務の撤廃」は、証券取引所の定款の変更により可能であることが明示された。その上で、証券会社が行う証券業務の1つとして、私設取引システム運営業務が解禁された。
（2000年12月指針）
こうして1998年12月に解禁された私設取引システム（PTS）運営業務だが、「高い価格形成機能を持つ方法によって行われるものでないこと」という制約があって、売買価格の決定方法が市場価格売買方式（クロッシング）と顧客間交渉方式（ネゴシエーション）の2つに制限された。そのため、米国のECN（電子証券取引ネットワーク）のような仕組みが容認されず、また、取引システムを使用して行う注文の付け合わせが規制されないという不均衡も生じた。そのため、金融庁は2000年11月に「私設取引システム（PTS）開設等に係る指針」を公表し、定義府令と事務ガイドラインを改正して、翌12月から売買価格の決定方法に、顧客注文対当方式（オーダードリブン）と売買気配提示方式（クオートドリブンかつマルチディーラー）を追加する一方、不公正取引を防止するため、株式PTSについて価格情報の外部公表を義務づけた。また、取引量に係る数量基準が設けられた。
（証券会社の最良執行義務）
その後の2004年6月改正法（2005年4月施行）で、市場間競争の制度的な枠組みの前提として、証券会社に最良執行義務が課せられた。「向い呑みの禁止」、「呑行為の禁止」、「取引所有価証券市場外での取引の禁止」などの条項は、「最良執行義務」に係る規定として整理されたが、このとき同時に、証券取引所とPTSの競争条件のイコールフッティングを目的として、売買価格の決定方法に競売買方式（オークション）が追加された。

## 仕切売買
金融庁が過去に作成した資料により、当時のPTSの一部が「約定後に自己が仕切り売買」するものだったことが分かっている。
「仕切売買」とは、顧客から証券取引所に上場されている有価証券の売買注文を受けた場合に、ディーラー業務として自分が相手方となって売買することをいう。顧客の注文を証券取引所（または取引所会員証券会社）に取り次ぐのでなく、自ら相手方となってこれに売り向かう／買い向かう。したがって、「約定後に自己が仕切り売買するPTS」とは、「有価証券の売買の媒介・取次・代理」（顧客の取引の仲介）を目的としながら、取引そのものは、取引システムを運営する証券会社が、取引の当事者となる顧客の間に介在して、それぞれの顧客を相手方とする2件の自己取引を同時に成立させるもの、ということになる。
もともと仕切売買は、1949年4月「売買仕法の三原則」（GHQ指示）により禁止されたが、翌1950年6月、証券取引委員会が、通信手段の不備を理由として、隔地間の業者間取引に限って条件つきで容認した取引仕法である。取引所の会員である証券会社は、証券取引法の規定（向い呑みの禁止、呑行為の禁止）および証券取引所の定款により「取引所集中義務」を課せられていたが、非会員の証券会社は仕切売買することが可能だった。「取引態様の事前明示義務」の規定はそのために置かれたと言われている。

## 株式PTSの例
※社名の後のカッコ内は認可年月。「仕切」は「約定後に自己が仕切り売買するPTS」（※金融庁の作成した資料により分かっているもの）。
- 日本相互証券（2000年6月）顧客間交渉、顧客注文対当（仕切）。2002年7月まで
- マネックス証券（2001年1月）市場価格（仕切）。2011年12月まで
- インスティネット証券東京支店（2001年1月）顧客注文対当、顧客間交渉。2003年9月に変更認可を受けて市場価格売買方式PTS（仕切）の運営を開始。 2012年9月廃業
- ジャパンクロス証券（2001年11月）市場価格。2003年10月まで。日興ソロモン・スミス・バーニー証券と米インスティネットの合弁会社で、その後「日興シティグループ証券」に。PTS運営業務はインスティネット証券東京支店（当時）が継承。
- ブルームバーグ・トレードブック・ジャパン証券（2002年6月）市場価格。2018年1月休止
- 日本証券代行（2003年6月）顧客注文対当。グリーンシート銘柄の業者間売買を対象とするものだったが、グリーンシート銘柄制度そのものが2018年3月に廃止された。
- カブドットコム証券（2006年7月）競売買。2011年11月まで
- SBIジャパンネクスト証券（2007年6月）顧客注文対当
- 松井証券（2008年4月）市場価格。2011年9月まで
- 大和証券（2008年7月）売買気配提示。2011年12月まで
- チャイエックス・ジャパン（2010年7月）顧客注文対当

## 債券PTSの例
- イー・ボンド証券（2000年6月）顧客間交渉。ソフトバンク・ファイナンス（現SBI）とリーマン・ブラザーズ証券の合弁会社。2001年5月廃業
- エムティーエスジャパン証券（2001年1月）売買気配提示。欧MTSが国内外の金融機関14社と設立した合弁会社。2003年11月廃業
- ガーバン東短証券（2001年1月）顧客注文対当。2012年1月まで
- 日本相互証券（2001年2月）顧客注文対当（仕切）。運営中のオーダードリブン型システムが、2000年12月に法制度が変わってPTSに該当することになって申請して認可を受けたもの[20]。
- キャンターフィッツジェラルド証券東京支店（2001年2月）顧客注文対当。9・11後にBGC証券東京支店が継承
- エンサイドットコム証券（2002年3月）売買気配提示
- ブルームバーグ・トレードブック・ジャパン証券（2002年6月）売買気配提示、顧客間交渉、顧客注文対当。米国本社からスピンオフしたイー・スピードの取引システムを日本むけに導入。2018/01休止
- ジェイ・ボンド証券（2002年10月）売買気配提示、顧客間交渉。2010年6月まで。その後、東京短資が買収して「ジェイ・ボンド東短証券」に。当初の国債現物PTSはエンサイドットコム証券が継承。2009年4月に変更認可を受けて国債現先PTS（顧客注文対当方式。東京短資に仕切売買させる仕組み）の運営を開始。
- トレードウェブ・ヨーロッパ証券東京支店（2005年9月）。2017年10月に日本法人（トレードウェブ・ジャパン）が認可を受け直して継承
- セントラル短資証券（2006年1月）現・セントラル東短証券
- SBIジャパンネクスト証券（2017年4月）現・ジャパンネクスト証券
- 上田トラディション証券（2018年6月）